# Monumento funebre di Domenico de Dominici
Il monumento funebre di Domenico de Dominici è una scultura in marmo di Botticino attribuibile a uno scultore veneto, datato 1478 e conservata nel duomo vecchio di Brescia, nell'ambulacro sinistro, accanto al presbiterio.

## Storia
Non sono note le vicende all'origine della committenza del monumento, che accoglie le spoglie e celebra Domenico de Dominici, vescovo di Brescia dal 1464 al 1478, anno della morte. La collocazione del sepolcro, comunque, fa da contrappunto al monumento funebre di Balduino Lambertini, antecedente di un secolo, collocato simmetricamente nella stessa posizione dell'ambulacro destro.

## Descrizione e stile
Negli anni '70 del XV secolo compaiono a Brescia testimonianze interessanti di scultura figurativa di stampo monumentale, prodotte da una cultura artistica locale proiettata verso l'aggiornamento delle proprie composizioni e ornamenti ma ancora improntata verso uno stile piuttosto austero e irrigidito, quali il trittico di sant'Onorio o la lunetta del portale della basilica di Santa Maria delle Grazie. Il monumento del Duomo vecchio, assieme alla lastra sepolcrale di Bartolomeo Lamberti al museo di Santa Giulia, successiva forse di poco, si distaccano nettamente da questo gusto innovativo, proponendo uno stile più studiato e moderno.
Nel complesso, le due opere non sembrano presentare aspetti in comune agli usi allora ricorrenti nella scultura locale ed è pertanto da escludere l'attribuzione a maestranze bresciane. Molto più probabile, invece, che i due monumenti siano pervenuti dall'entroterra veneto, oppure che siano stati comunque realizzati a Brescia ma da scalpellini con precedenti esperienze a Verona o Vicenza.
Decisamente innovativa è anche l'iscrizione dedicatoria del monumento, importante esempio di epigrafia "all'antica", cioè di netta ispirazione classicista e ripresa alla pari dalle antiche iscrizioni di età romana. Non è noto, comunque, l'autore dell'opera, anche se in generale poco si conosce delle personalità artistiche in campo scultoreo nella Brescia tardo quattrocentesca, almeno fino all'apertura dei cantieri della chiesa di Santa Maria dei Miracoli e del palazzo della Loggia.